# ساندویچ
ساندویچ غذایی است که معمولاً شامل سبزیجات، پنیر یا گوشت تکه‌شده است که روی یا بین برش‌های نان قرار می‌گیرد، یا به‌طور کلی هر غذایی که نان در آن برای بسته‌بندی کردن نوع غذای دیگری عمل می‌کند. ساندویچ به عنوان یک فینگر فود قابل حمل و راحت در دنیای غرب آغاز شد، اگرچه با گذشت زمان در سراسر جهان رایج شده است.
در قرن بیست و یکم بحث‌های قابل توجهی در مورد تعریف دقیق ساندویچ وجود داشته است، و به ویژه اینکه آیا هات داگ یا ساندویچ باز را هم می‌توان چنین دسته‌بندی کرد. در ایالات متحده، وزارت کشاورزی و سازمان غذا و دارو، سازمان‌های مسئول برای تعریف ساندویچ هستند. وزارت کشاورزی ایالات متحده از تعریف «حداقل ۳۵ درصد گوشت پخته و بیش از ۵۰ درصد نان» برای ساندویچ‌های بسته و «حداقل ۵۰ درصد گوشت پخته شده» برای ساندویچ‌های باز استفاده می‌کند. در بریتانیا، انجمن ساندویچ بریتانیا، ساندویچ را به‌عنوان «هر شکلی از نان با پر کردن، موادی معمولاً سرد» تعریف می‌کند، تعریفی که شامل ساندویچ رپ و بیگل می‌شود، اما غذاهایی که به‌صورت گرم سرو می‌شوند، مانند همبرگرها را استثنا می‌کند.
ساندویچ یک نوع غذای محبوب ناهار است که به عنوان بخشی از یک ناهار بسته‌بندی شده به محل کار، مدرسه یا پیک نیک برده می‌شود. نان ممکن است ساده باشد یا با چاشنی‌هایی مانند سس مایونز یا خردل پوشانده شود تا طعم و بافت آن افزایش یابد. ساندویچ‌ها علاوه بر خانگی بودن، به‌طور گسترده در خرده فروشی‌های مختلف به فروش می‌رسند و می‌توان آن را به صورت گرم یا سرد سرو کرد. هم ساندویچ‌های خوش طعم، مانند ساندویچ گوشت اغذیه فروشی، و هم ساندویچ‌های شیرین، مانند کره بادام زمینی و ساندویچ ژله ای وجود دارد.

## نگارخانه

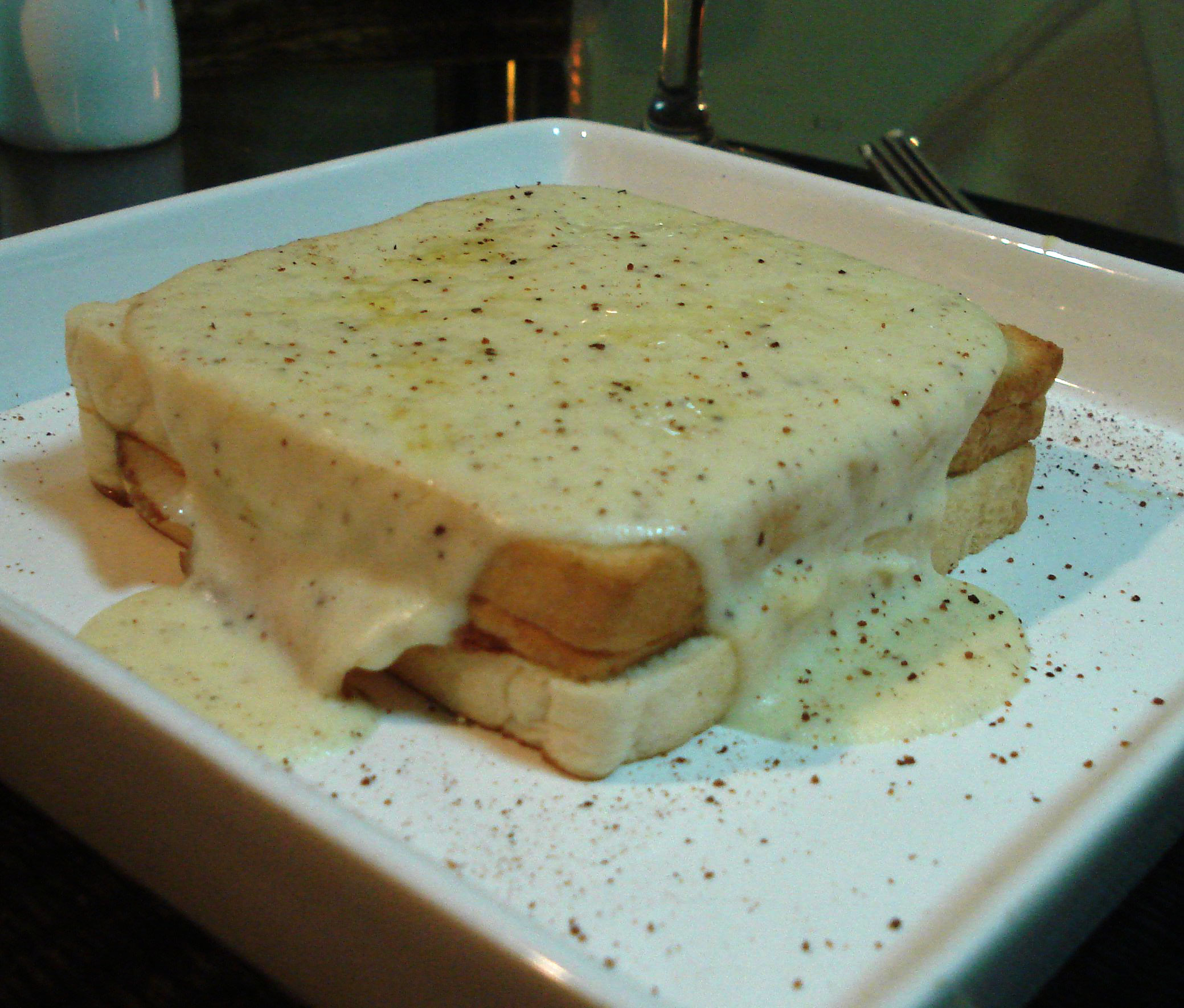
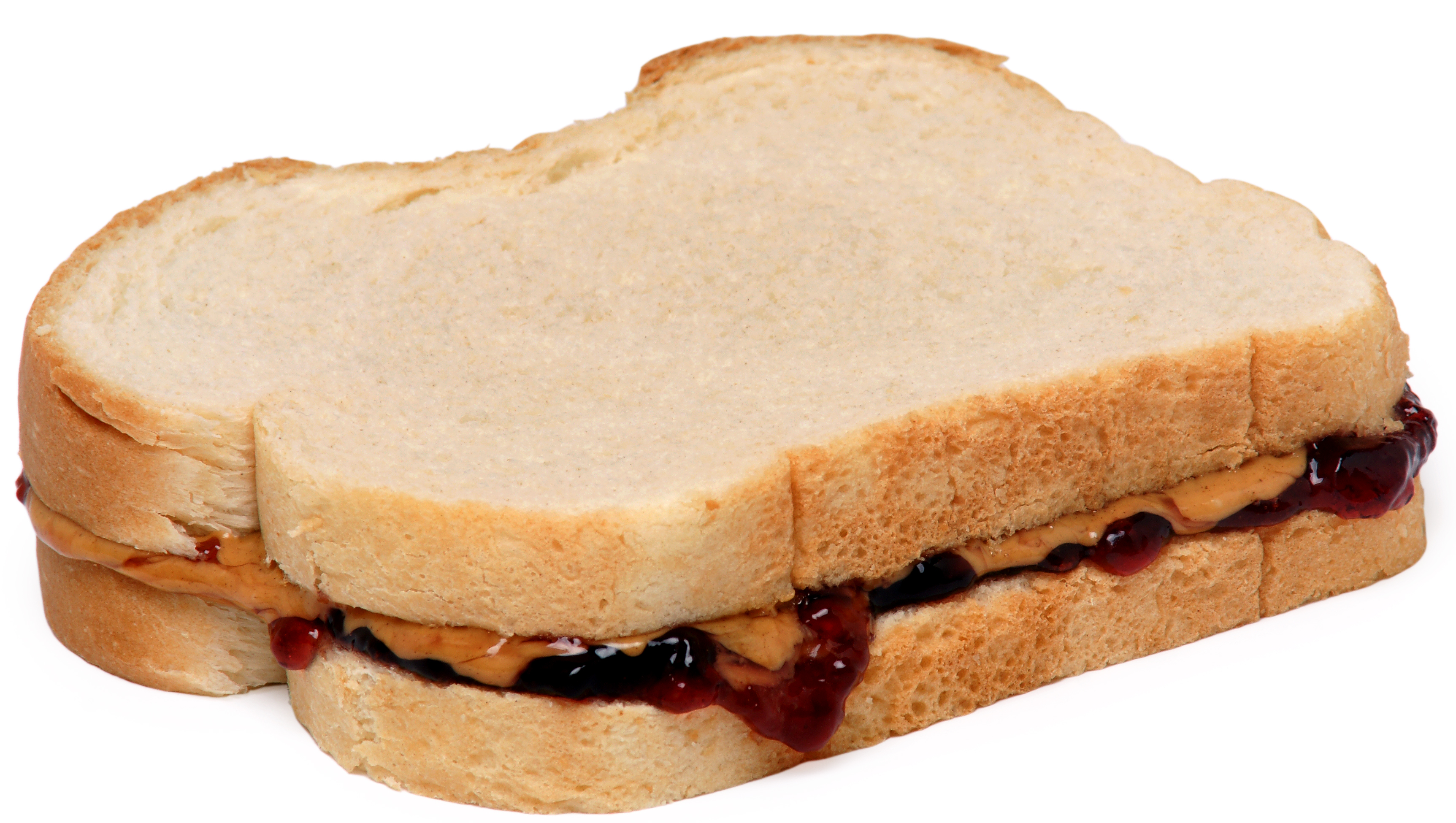
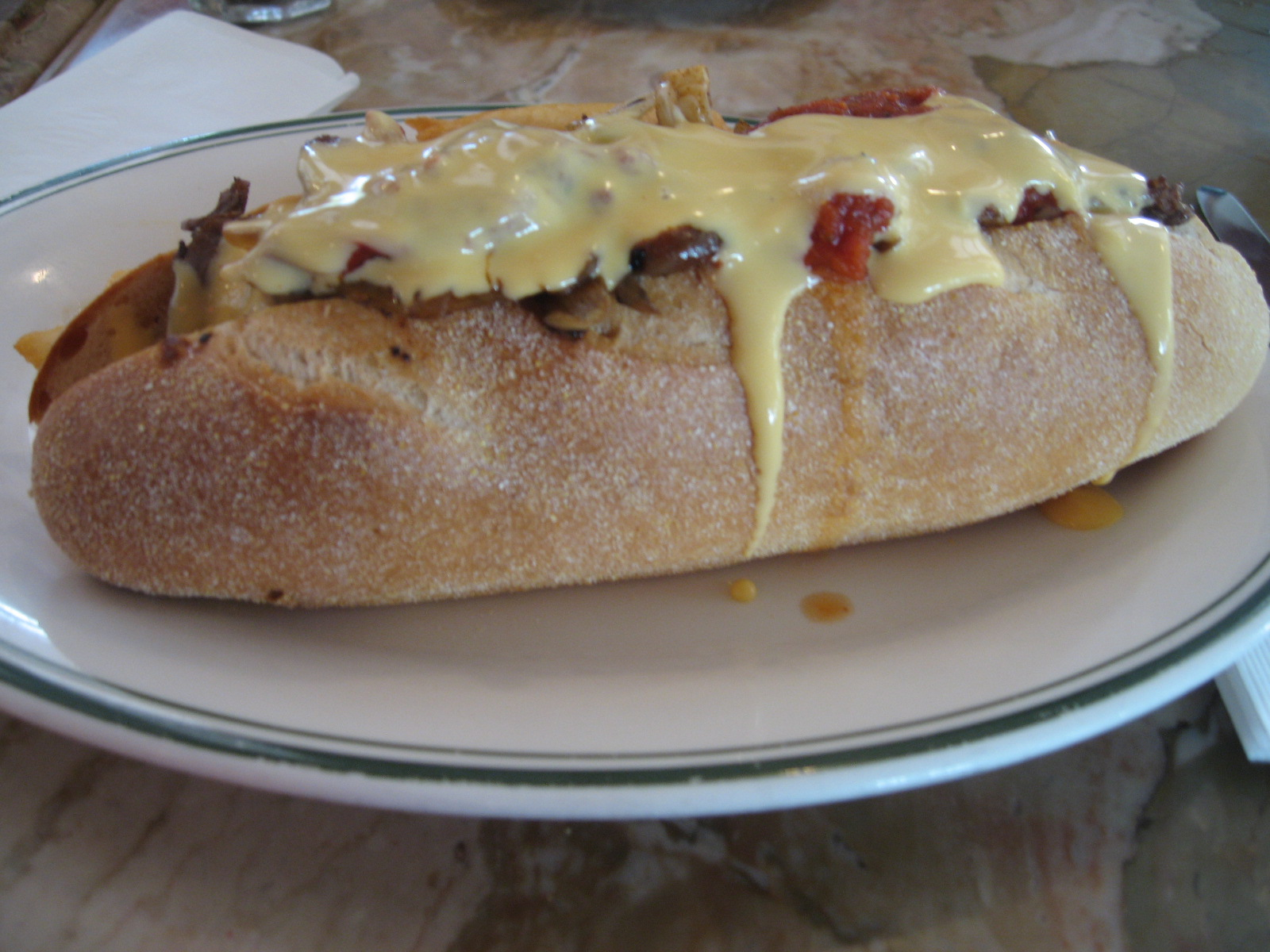
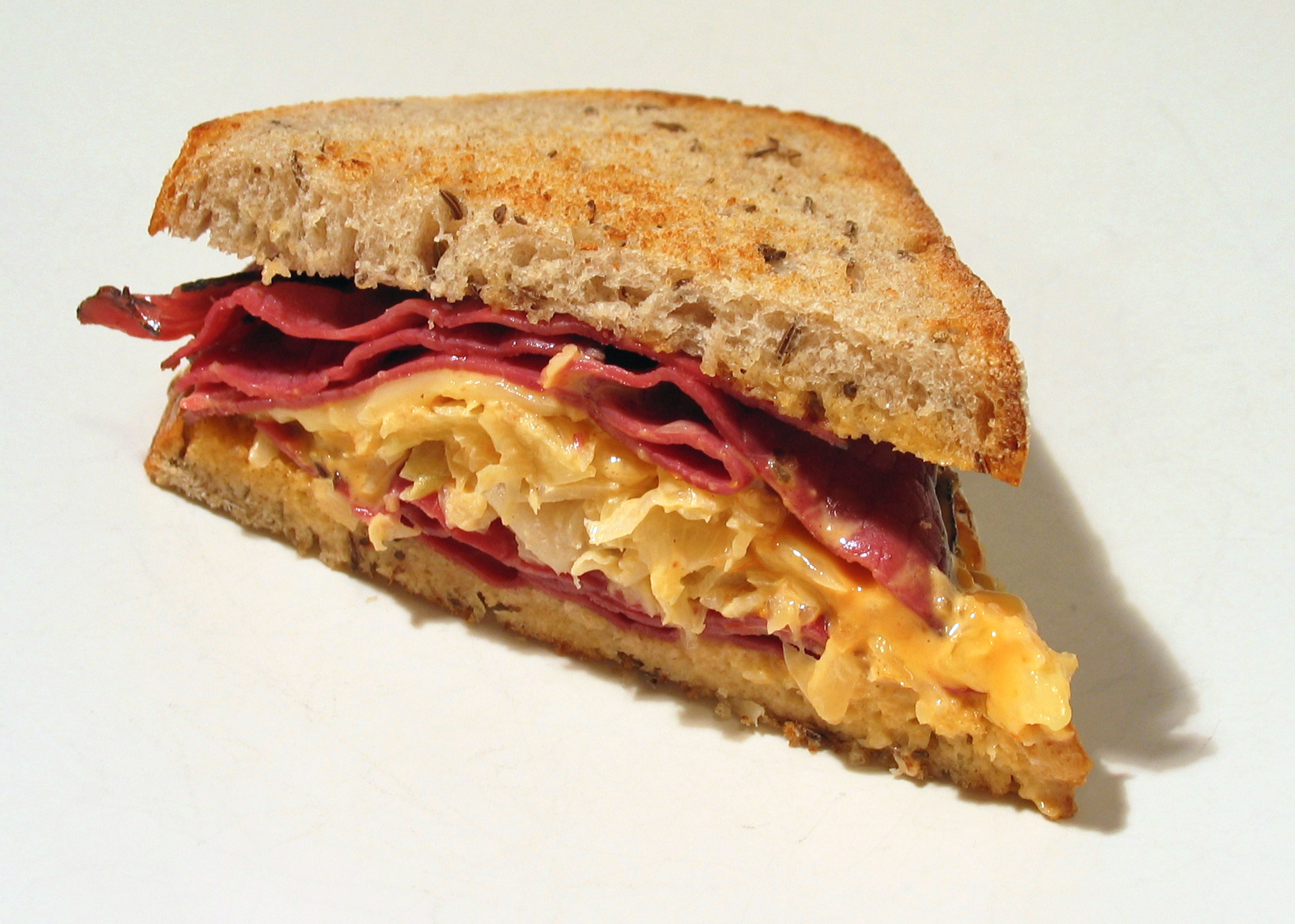
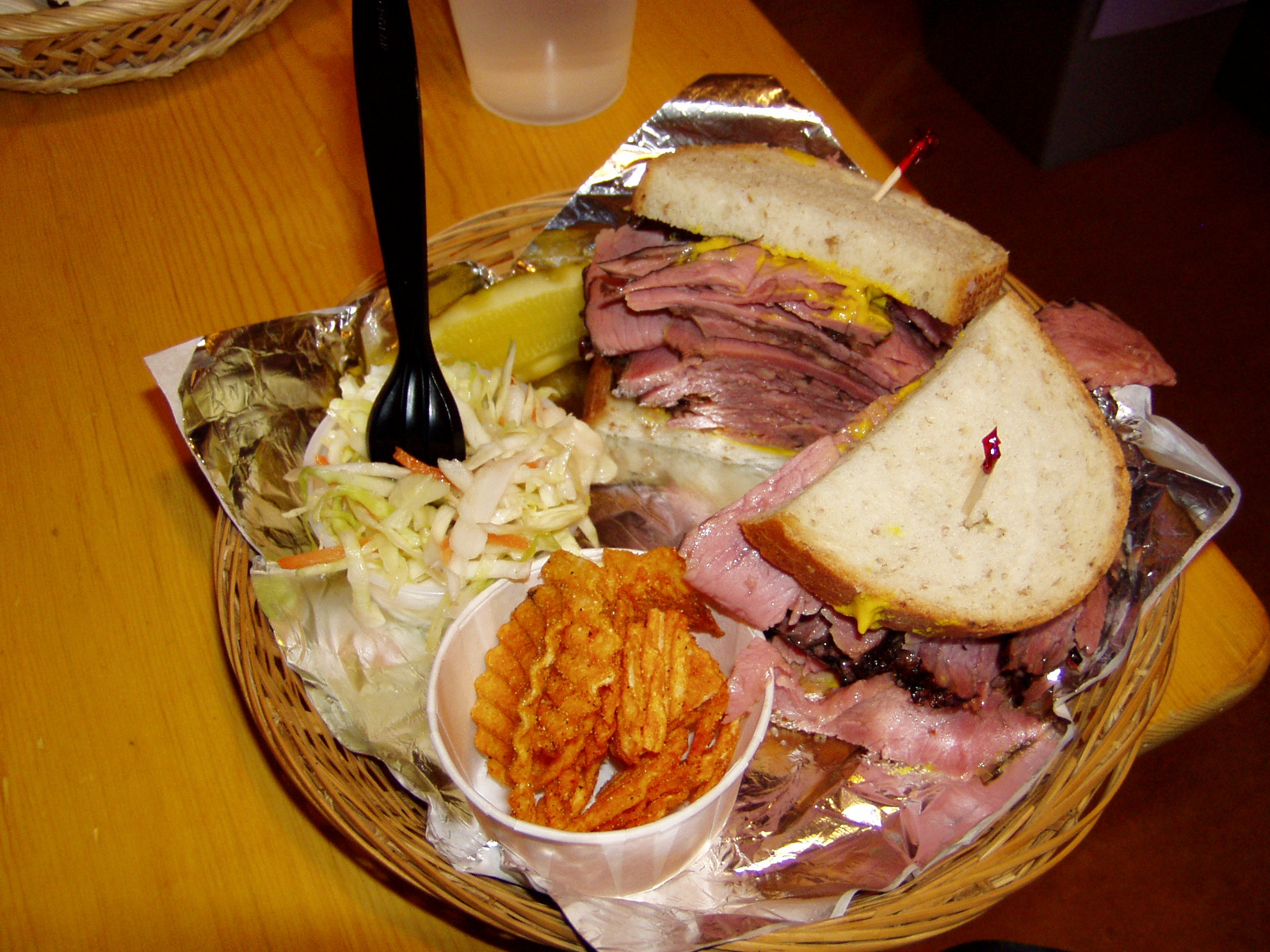
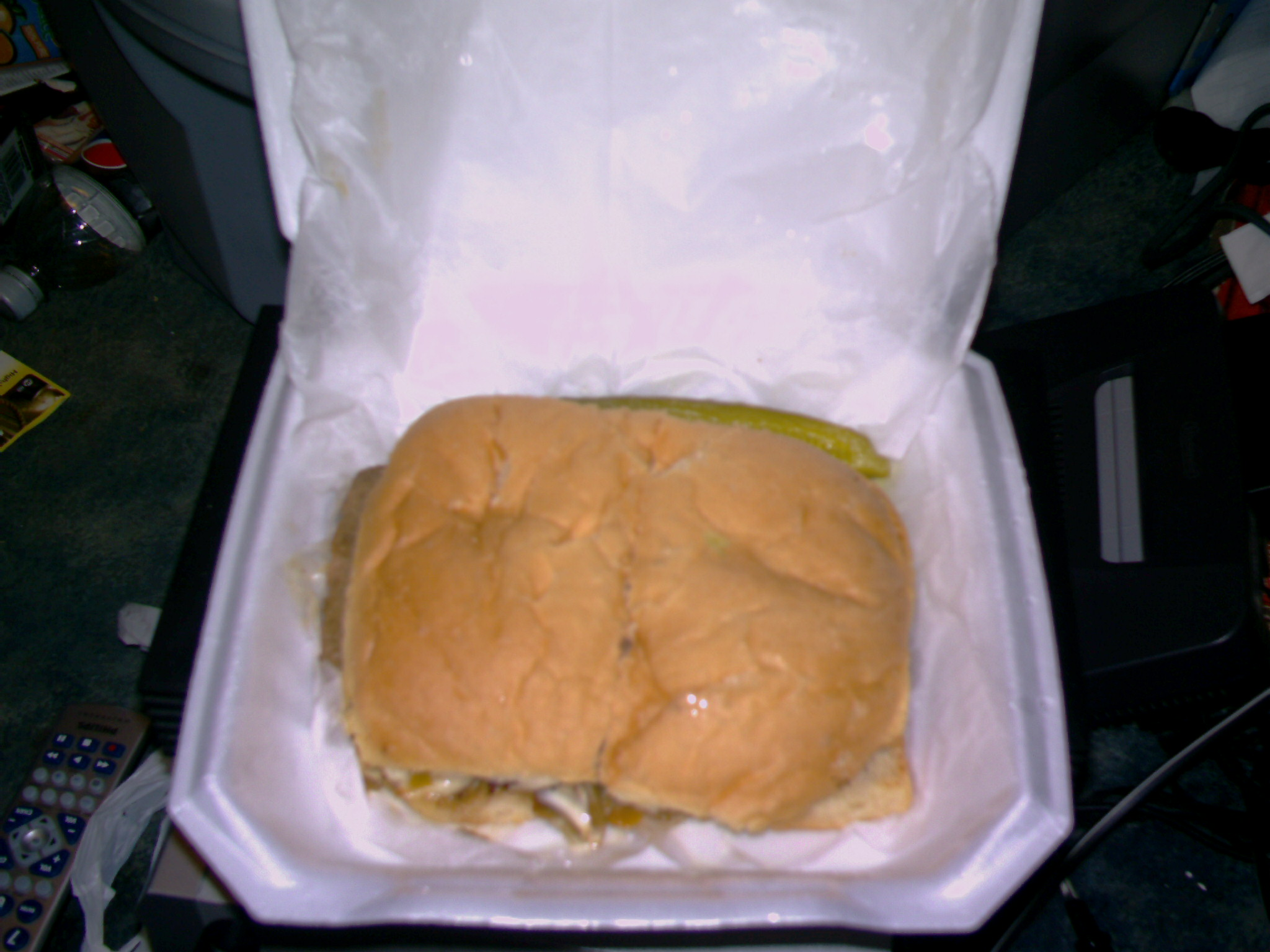
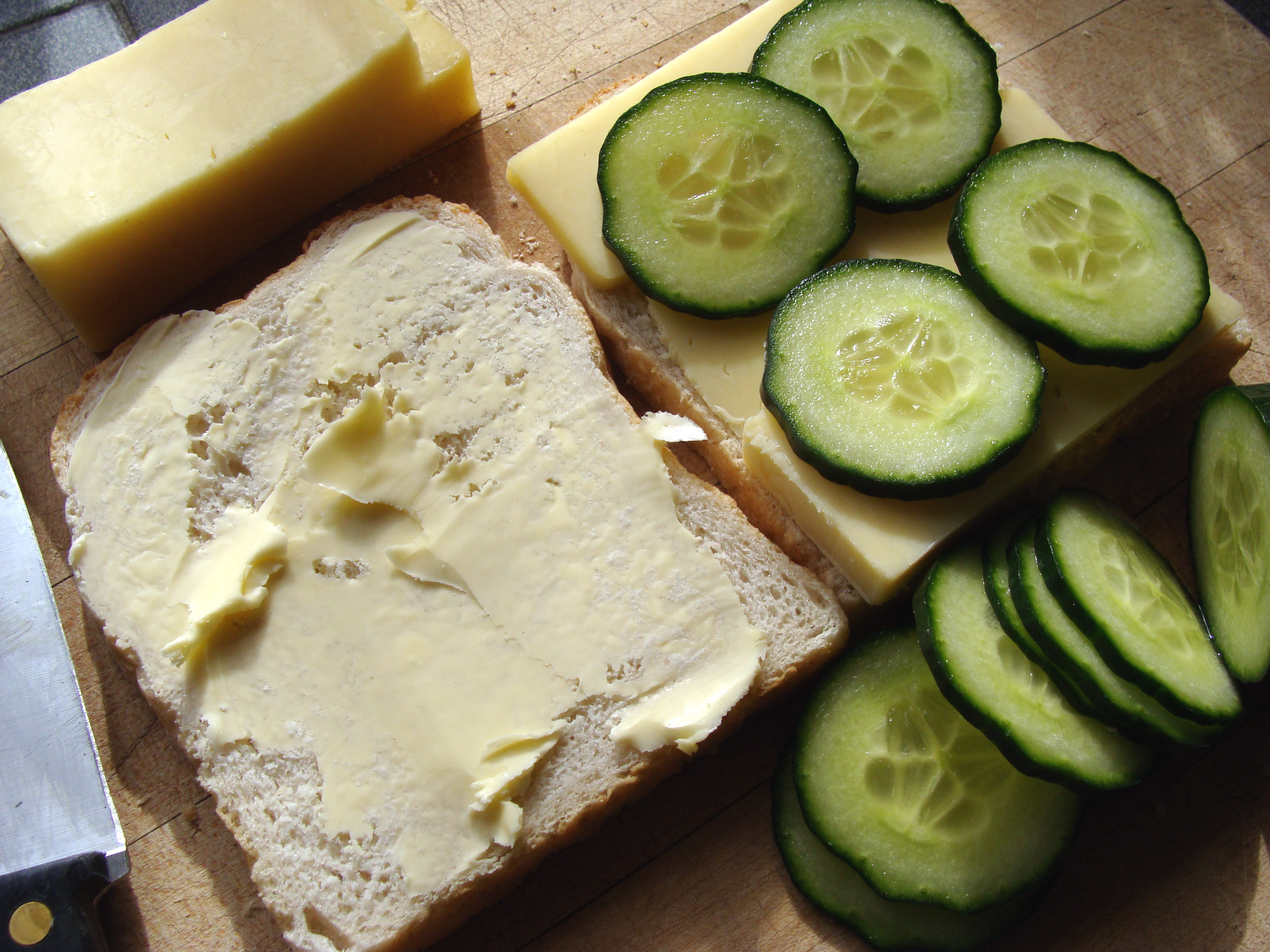
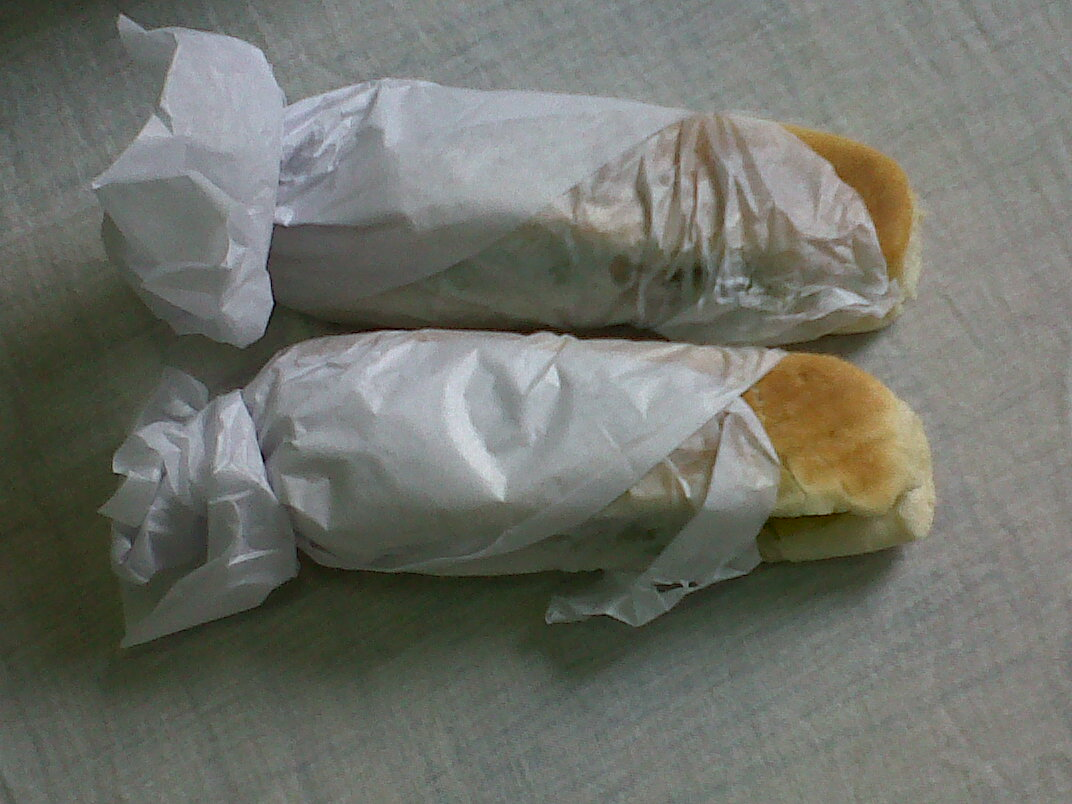
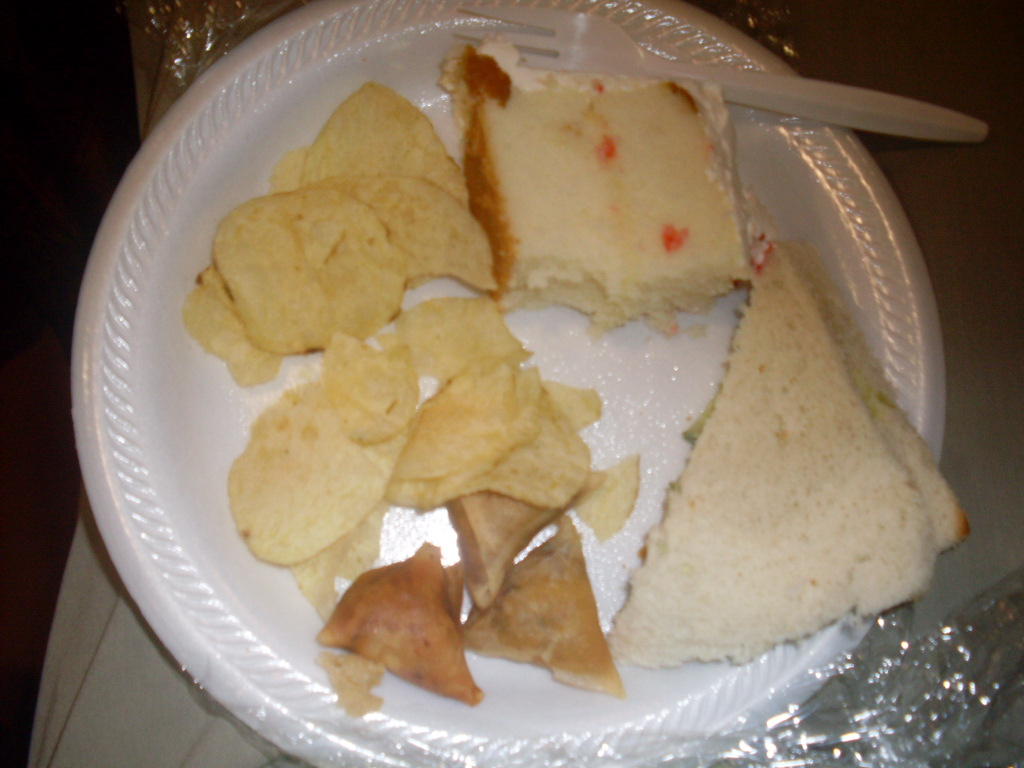